# صبغت الله أحمدي
صبغة الله أحمدي هو رجل سياسي من أفغانستان يعمل حاليًا كمتحدث رسمي ورئيس للإتصالات الإستراتيجية لجبهة المقاومة الوطنية الأفغانية منذ أغسطس 2021.
قبل انضمامه إلى جبهة المقاومة الوطنية الأفغانية، كان صبغة الله أحمدي المتحدث السابق باسم وزارة الخارجية الأفغانية.

## جبهة المقاومة الوطنية في أفغانستان
قيادة جبهة المقاومة الوطنية الأفغانية هي السلطة الوحيدة لاتخاذ القرار في القضايا الوطنية وتحديد الخطوط الأساسية لجبهة المقاومة الوطنية الأفغانية، والتي سيتم الإعلان عنها بعد المشاورات اللازمة. وأي موقف يتعلق بكافة القضايا سيتم نشره من خلال خطاب المتحدث باسم الجبهة الوطنية في أفغانستان فقط، والذي سيعكس وجهة النظر الجماعية لقيادة جبهة المقاومة الوطنية الأفغانية.